# Нейротоксини
Нейротоксин — токсин, специфічний до нейронів, звичайно взаємодіє з іонними каналами та білками мембрани.
Багато отрут і токсинів, які використовують організми для захисту від хребетних, є нейротоксинами.
Найчастіший ефект — параліч, який настає дуже швидко.
Нейротоксинами є ботулотоксин, понератоксин, тетродотоксин, батрахотоксин, компоненти отрут бджіл, скорпіонів, змій, токсин слинних залоз кліщів.
Сильні нейротоксини, такі як батрахотоксин, впливають на нервову систему деполяризацією нервів і м'язових волокон, збільшуючи проникність клітинної мембрани для йонів натрію.